# Gemma Davison
Pour les articles homonymes, voir Davison.
Gemma Suzanne Davison, née le 17 avril 1987 à Barnet, est une joueuse de football anglaise. Elle joue au poste d'attaquant à Aston Villa.

## Biographie

### Carrière en club
Le 3 septembre 2021, elle rejoint Aston Villa.

## Palmarès
Chelsea Ladies
- Championne d'Angleterre en 2014, 2015 et 2017
- Finaliste de la Coupe d'Angleterre en 2016